# Georgskirche (Kirchweyhe)

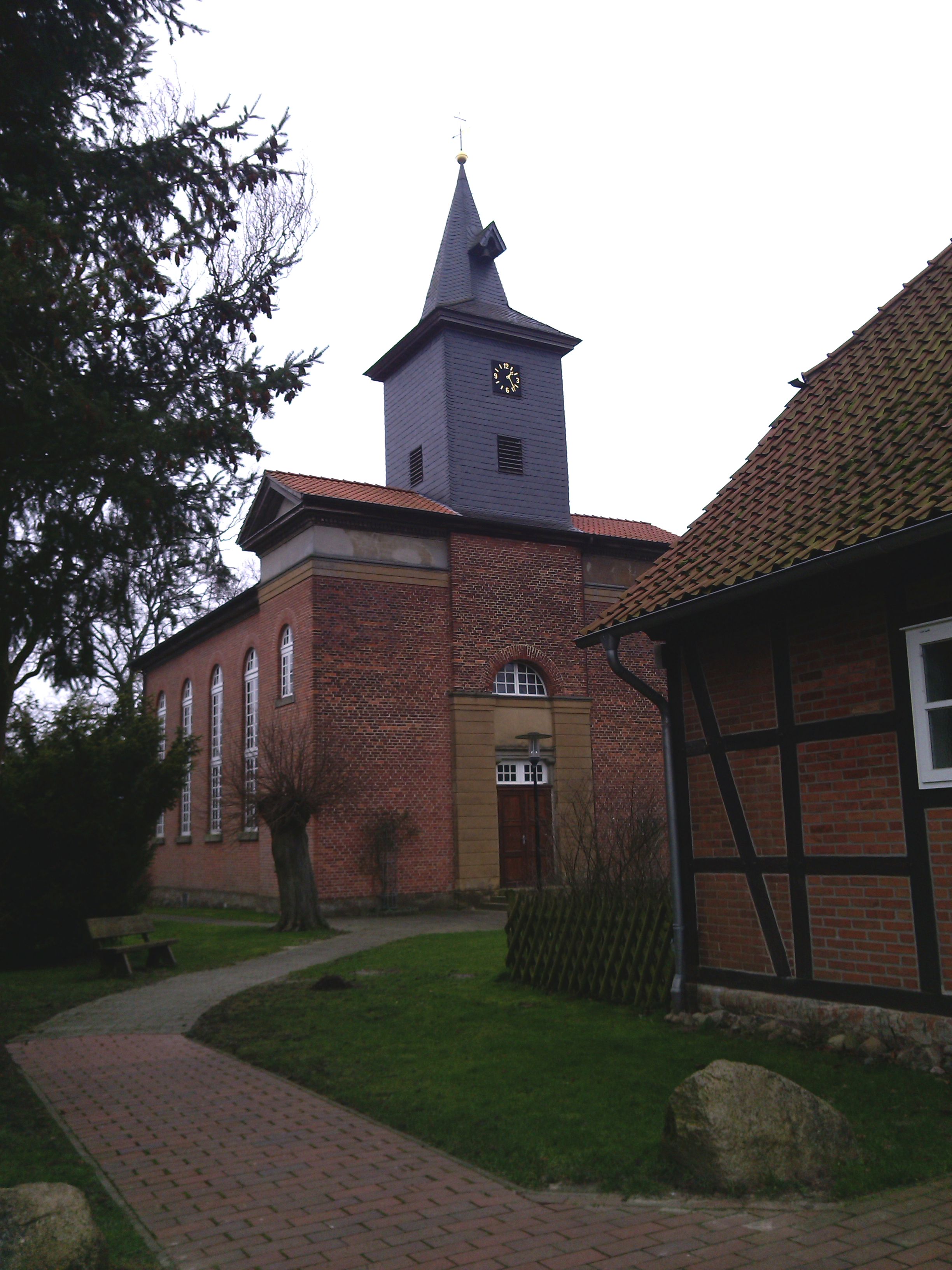
Georgskirche zu Kirchweyhe

Die Georgskirche steht in Kirchweyhe – einem Stadtteil von Uelzen – und ist eine Kirche der Johannis-und-Georgs-Kirchengemeinde im Kirchenkreis Uelzen der Evangelisch-lutherischen Landeskirche Hannovers.

## Geschichte
Bereist vor 1297 gab es eine Kirche in Kirchweyhe, da sie in der Ebstorfer Urkunde Nr. 64 erwähnt wird. Im Jahr 1834 wurde die alte Kirche wegen Baufälligkeit abgebrochen werden. Der Erbauer der heutigen klassizistischen Georgskirche ist der Kirchenbaumeister Ludwig Hellner aus Hannover. Im Jahr 1856 wurde die von dem Orgelbauer Altendorf, Hannover, gelieferte Orgel eingeweiht.
Im Jahre 2003 konnte die Kirche wieder so ausgemalt werden wie Hellner es vorgesehen hatte (Hinweistafel Nähe Eingang). Gleichzeitig wurden in der zweiten Bankreihe die zwei Namen der „Inhaber“ der Plätze freigelegt. Es saßen auf Platz 176 Frau Schulz, 177 Frau Hinrichs. Die Landesbischöfin Margot Käßmann weihte am 29. Juni 2003 die bis dahin namenlose Georgskirche.

## Ausstattung
Die Altarwand (mit Kanzel), die Fenster und die Kassettendecke sind u. a. typisch für diesen klassizistischen Baustil. Das große Glasfenster über der Kanzel ist vom Hofbesitzer Hinrichs (1915), der Taufstein von der Familie Geffert gestiftet worden (1958). Die Gemeinde besaß bis 1874 ein Relief (Schnitzarbeit aus der Werkstatt von Meister Hans Brüggemann, Walsrode um 1500). Es gibt seit 2005 ein Bild von dem im Landesmuseum aufbewahrten Kunstwerk. Die von Friedrich Altendorf gebaute Orgel befindet sich nach einer Restaurierung durch das Orgelbauunternehmen Gebrüder Hillebrand heute wieder im Originalzustand. Mit sieben Registern (Manual) und einem Tonumfang von C, D–f’’’ und drei Registern (Pedal) hat sie einen Tonumfang von C bis c’ und insgesamt 545 Pfeifen (3 cm bis 2,50 m).
Die vier klassizistischen Ringleuchter (12 Arme, 120 cm) wurden 1996 installiert. Die Altarleuchter sind ein kleiner Teil der Vasa sacra.
Im Glockenturm hängen zwei Glocken. Der Glockenturm kann nicht ohne weiteres bestiegen werden. Angeschafft wurden sie 1851, mit 850 kg und dem Schlagton fis, sowie 1967, mit 450 kg und dem Schlagton a'.

## Kirchengemeinde
Die Kirchengemeinde wurde über Jahrhunderte von der St. Marienkirche Uelzen betreut, bis sie 1962 selbstständig wurde. Gleich westlich neben der Kirche sieht man das ehemalige Küster- und Schulhaus. Jetzt ist es das Pfarrhaus mit Pfarrbüro und Gemeinderaum.
In Ortsteil Westerweyhe konnte 1974 ein Gemeindehaus an der Haubenlerche eingeweiht werden. Hier finden im Wechsel die Gottesdienste statt. Der Kirchweyher Friedhof mit Kapelle ist im Süden des Dorfes oberhalb der Bachstraße gelegen. In Westerweyhe gibt es seit 1925 einen weiteren Friedhof mit Kapelle, der Eigentum der Stadt Uelzen ist.
2022 schloss sich die Georgs-Kirchengemeinde Kirch-/Westerweyhe mit der Kirchengemeinde St. Johannis in Uelzen zusammen, wodurch die St. Johannis Kirche Teil der Gemeinde wurde.